# The Long Home
Pour plus de détails, voir Fiche technique et Distribution.
The Long Home est un film dramatique américain réalisé par James Franco, actuellement sans date de sortie annoncée. Il s’agit de l'adaptation du roman du même nom de William Gay.

## Synopsis
Dans les années 1940, dans le Tennessee, Nathan Winer, Jr. décroche un boulot de « honky-tonk » auprès de Dallas Hardin, un homme charismatique et intrigant, ignorant que ce dernier a assassiné son père dix ans plus tôt.

## Fiche technique
Sauf indication contraire, les informations mentionnées dans cette section peuvent être confirmées par la base de données cinématographiques IMDb,  présente dans la section « Liens externes ».
- Titre original : The Long Home
- Réalisation : James Franco
- Scénario : Steve Janas et Vince Jolivett, d'après le roman du même nom de William Gay
- Direction artistique : Kristen Adams
- Musique : Aaron Embry (en)
- Décors : Eric Morrell et Vanessa O'Kelley
- Costumes : David Page
- Photographie : Bruce Thierry Cheung
- Montage : Leo Scott
- Production : Jay Davis, James Franco et Vince Jolivett

Coproduction : Kimberly James
Production déléguée : Robert A. Halmi, Jim Reeve et Jon D. Wagner
Production associée : Terrance Huff
- Sociétés de production : Rabbit Bandini Productions ; Kalamalka Productions Limited (coproduction)
- Pays de production :  États-Unis
- Langue originale : anglais
- Format : couleur
- Genre : drame
- Durée : 96 minutes
- Dates de sortie : Date sujette à modification

## Distribution
- James Franco : Dallas Hardin
- Josh Hutcherson  : Nathan Winer, Jr.
- Ashton Kutcher : Nathan Winer, Sr.
- Josh Hartnett
- Zoe Levin : Amber Rose
- Tim Blake Nelson : Hovington
- Courtney Love : Pearl
- Leila George : Edna Hodges
- Austin Stowell
- Garret Dillahunt : Bellwether
- Timothy Hutton
- Giancarlo Esposito : William Tell Oliver
- Robin Lord Taylor  : Lipscomb
- Scott Haze : Weimer
- Gabrielle Haugh : Grace Blalock
- Beth Grant : Mme Winer
- Tamzin Brown : Thelma
- Wilmer Calderon (en) : Arthur

## Production

### Développement
En avril 2015, James Franco est annoncé pour être le réalisateur, producteur (avec la société Rabbit Bandini Productions) et l'un des acteurs principaux du film, adapté du roman du même nom de William Gay. Robert Halmi, Jr. et Jim Reeve sont annoncés comme producteurs exécutifs.
Pour le film, l'État de l'Ohio a offert jusqu'à 288 355 de dollars pour les crédits d'impôt du film.

### Attribution des rôles
Sur son compte Instagram, James Franco donne la distribution des acteurs qu'il souhaite pour ce film : Josh Hutcherson, Timothy Hutton, Keegan Allen, Ashley Greene, Tim Blake Nelson, Jim Parrack et Scott Haze
En mai 2015, Tim Blake Nelson rejoint la distribution du film et fera sa septième collaboration avec James Franco. Puis, Josh Hutcherson, Timothy Hutton, Courtney Love, Giancarlo Esposito, dans le rôle de William Tell Oliver, Ashton Kutcher, Josh Hartnett, Zoe Levin, Analeigh Tipton, Scott Haze et Robin Lord Taylor sont confirmés au casting.

### Tournage
Le tournage débute le 1er mai 2015 dans les villes d'Eaton, Hamilton et Cincinnati dans l'Ohio,,.

## Autour du film
Le tournage de The Long Home a coïncidé avec un autre film que James Franco réalisait, intitulé Goat et qu'il a réalisé simultanément.